# What's Left of Me (canción)
«What's Left of Me» es una canción originalmente grabada por el cantante estadounidense Nick Lachey, cómo su primer sencillo de su segundo álbum, What's Left of Me. La balada expresa cómo Lachey se siente sobre la situación de divorcio con su exesposa Jessica Simpson. A la fecha, es el sencillo más exitoso cómo artista solitario.
La canción también ha sido grabada por Leandro Lopes, ganador de la primera temporada del reality show Ídolos, y fue lanzado cómo el primer sencillo de Lopes.

## Información de la canción
El artista Nick Lachey de Jive Records debutó su nuevo sencillo "What's Left of Me" en AOLMusic.com, el 3 de febrero a las 12:01 a. m. ET. 89% de los miembros de AOL quiénes votaron la canción le dieron una crítica positiva.
La canción impactó en el Top 40 en la radio en marzo de 2006, a través de Z-100 en Nueva York, WPRO en Prodivence y KISS 108 en Boston quién ya habían agregado la canción cuando Nick visitó Z-100 el 10 de febrero de 2006.
Lachey presentó la canción con "Team Lachey" el 19 de diciembre de 2007, en el episodio de Clash of the Choirs.

## Listado
Europa CD Sencillo:
1. «What's Left of Me» (Versión del Álbum)
2. «Don't Shut Me Out» (Bonus Cut)
3. «What's Left of Me» (Passengerz Remix)
4. «What's Left of Me» (Jack D. Elliott Remix)

## Vídeo musical
Lachey fue documentado en un especial de MTV que salió al aire el 22 de abril de 2006 llamado "What's Left of Me". A raíz del especial, un Making the Video fue salido al aire, abarcando el proceso de producción. El vídeo fue premiado en el mundo al final del show. En el vídeo aparece Vanessa Minnillo ex Miss Teen USA, y ex TRL VJ, quién en el vídeo se presume que interpreta al personaje de Jessica Simpson.
Mientras el vídeo progresa, objetos de la casa comienzan a desaparecer, cómo ordenadores portátiles, un equipo de música, algunas fotos, muebels, y productos dentro del refrigerador. Al final del vídeo, el anillo de bodas que está usando Vanessa en un collar también desaparece, y segundos después Vanessa desaparece ante los ojos de Nick. Una última parte es de Nick parado en una casa vacía proyecta el tema de la canción, y muestra que no 'queda nada más de él'.
Muchas referencias a la vida personal de Nick con Jessica aparece: más específicamente al anillo de bodas en un collar desapareciendo y la presencia de una cámara filmando a Nick y Vanessa (una referencia a la incomodidad personal de Nick haciendo el show de Newlyweds: Nick and Jessica).

## Posicionamiento
"What's Left of Me" fue uno de los primeros éxitos del 2006. Debutó en el número 89 en US Billboard Hot 100 y en algún momento llegó a la posición número 6 haciendo la canción más vendida de Lachey como solista. "What's Left of Me" se mantuvo en Billboard Hot 100 por un total de veinticinco semanas. La canción también apareció en otros charts de Billboardm incluyendo Billboard Pop 100 dónde llegó a la posición número 5. Gracias al éxito del sencillo el álbum tuvo un debut extremadamente fuerte en el número 2 en Billboard 200 por una semana de 14 de mayo de 2006. La canción vendió 172,000 copias por esa semana qué ya significaba una mejora en la primera semana de ventas de su álbum debut, SoulO, que sólo vendió 171 000 en total.
| Listas (2006)                      | Posición |
| ---------------------------------- | -------- |
| U.S. Billboard Hot 100             | 6        |
| U.S. Billboard Pop 100             | 5        |
| U.S. Billboard Adult Comptemporary | 3        |
| U.S. Billboard Hot Digital Tracks  | 4        |
| Portugal Airplay Singles Chart     | 4        |
| Australian ARIA Single Charts      | 7        |
| Austrian Singles Chart             | 55       |
| Canadian BDS Airplay Chart         | 20       |
| German Singles Chart               | 40       |
| Irish Singles Chart                | 47       |
| New Zealand RIANZ Singles Chart    | 33       |
| Swedish Singles Chart              | 13       |
| Swiss Singles Chart                | 25       |
| UK Singles Chart                   | 47       |

## Versión de Leandro Lopes

### Historia
En el mismo año del lanzamiento de "What's Left of Me", los ejecutivos de Sony BMG eligieron a Leandro Lopes y Lucas Poletto, los dos finalista de la primera temporada de Ídolos, a grabar la canción que fue llamada "Deixo A Voz Me Levar" (en portugués por "Deja que la Voz me Lleve") en preparación de un lanzamiento de sencillo tan pronto que el ganador fuera anunciado.
Leandro y Lucas cantaron la canción el 27 de julio de 2006. Ya que Leandro ganó la competencia, "Deixo A Voz Me Levar" fue lanzado el 6 de octubre de 2006, cómo el primer sencillo de su primer álbum titulado Leandro Lopes:Por Você (Español:Leandro Lopes: Para Ti).

### Vídeo musical
La filmación del primer vídeo musical de Lopes comenzó cerca de septiembre de 2006 en São Paulo, São Paulo. El vídeo fue dirigido por Pietro Sargentelli y se premió el 13 de octubre de 2006 en MTV Brasil.

### Listado
- Sencillo en CD

1. «Deixo A Voz Me Levar» — 3:09